# سلطان أباد (توجردي)
سلطان أباد (بالفارسية: سلطان‌آباد) هي قرية تقع في إيران في قسم توجردي الريفي. يقدر عدد سكانها بـ 151 نسمة .